# Лагуна Сека
Гоночна траса Мазда Лагуна Сека (англ. Mazda Raceway Laguna Seca) — гоночна траса для авто- та мотоперегонів, побудована в 1957 році недалеко від міста Монтерей, штат Каліфорнія, США. У теперішньому вигляді має протяжність 3,602 км в довжину та перепад висоти 55 м. Він має одинадцять поворотів, в тому числі знаменитий «штопор» при поворотах 8 і 8а. На Лагуна Сека проводяться різноманітні гоночні, виставкові та розважальні заходи.

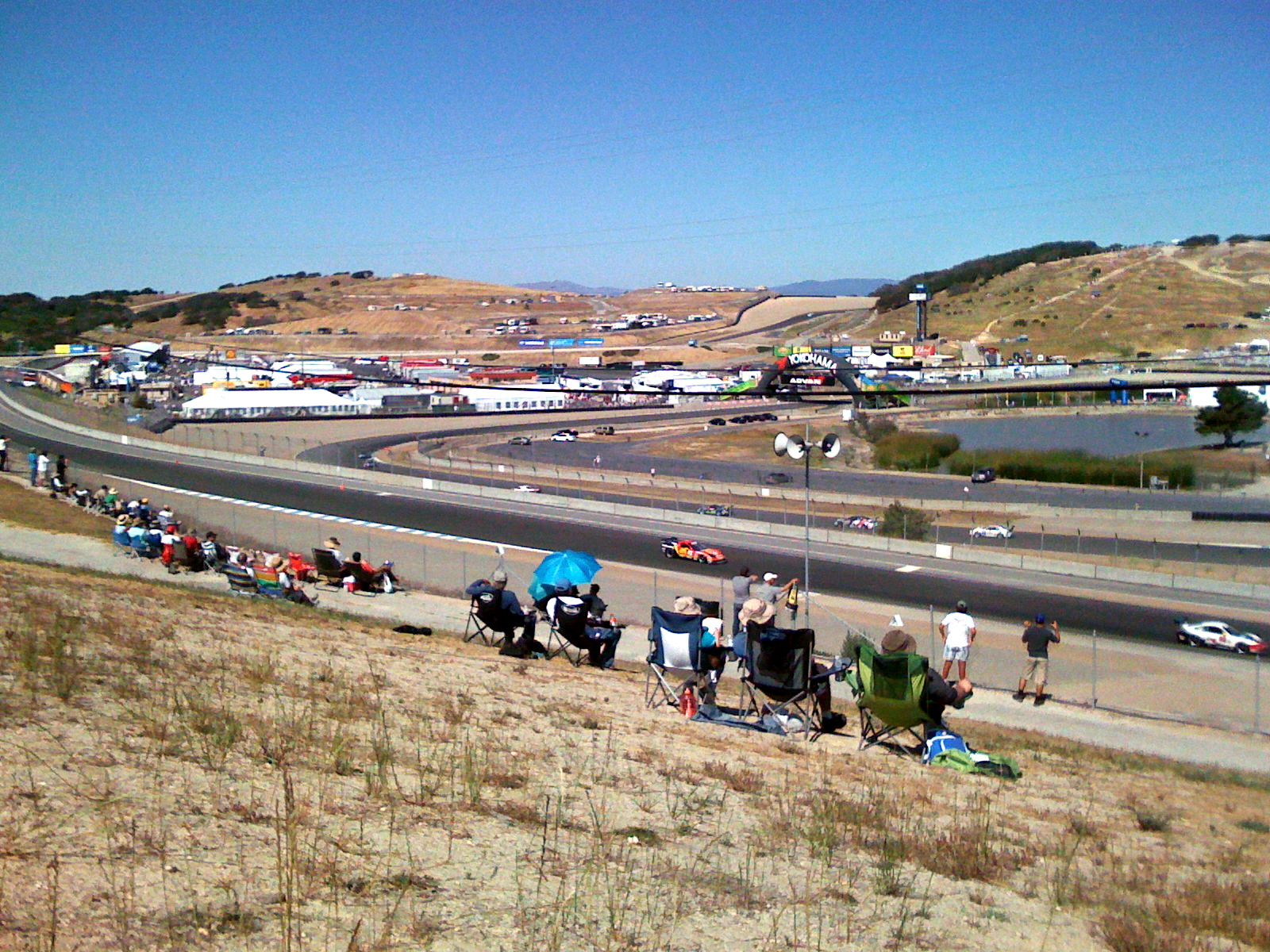
Траса «Лагуна Сека» між 1 і 2 поворотами

Назва Лагуна Сека в дослівному перекладі з іспанської означає «суха лагуна». Місцевість, на якій розташована траса, раніше була озером. Трек був побудований навколо озера, яке з тих пір висохло повністю. Згодом був побудований штучний ставок.
Проведення різноманітних заходів на автомотодромі дає місцевому бюджету близько $ 120 млн в рік.

## Лагуна Сека в поп-культурі

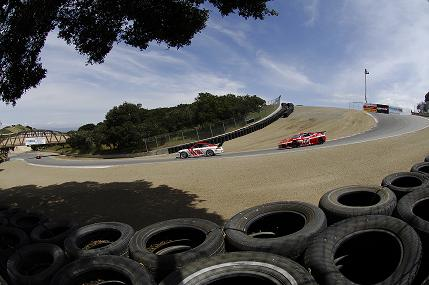
Поворот «Штопор»

Траса є легендарною у світі мотоспорту, тому її часто можна зустріти у поп-культурі:
- На копії цієї траси проводяться автогонки в комп'ютерній грі Mafia.[2]
- У іграх Need for Speed: Shift та Shift 2: Unleashed.
- Трек показаний у багатьох відео-іграх, таких як серія Gran Turismo, Forza Motorsport, а також серії ігор MotoGP. У спробі порівняти реальне життя з відеоіграми, ведучий британського телевізійного шоу Top Gear Джеремі Кларксон намагався перевершити свій час, показаний у грі Gran Turismo (1:41.148) на автомобілі Honda NSX, їдучи на реальній трасі в тому ж автомобілі в 2005 році. Під час випробувань виявилось, що в грі були опущені деякі деталі, а фізика гри дозволяла Кларксону гальмувати пізніше при вході в повороти, ніж він міг це зробити у реальному житті. Внаслідок цього в реальності час проходження кола склав 1:57.[3] Тим не менш, і він, і його інструктор погодились, що цілком можливо проїхати коло з часом 1:41 на Honda NSX, якщо водій буде достатньо досвідчений, талановитий, а головне безстрашний.
- 17 вересня 1987 року, Папа Іван-Павло II відправив месу в Лагуна Сека, на якій були присутні 72 000 чоловік.[4]